# دونالد سميث (لاعب كريكت بريطاني)
دونالد سميث (1 مايو 1929 - 3 ديسمبر 2004) (بالإنجليزية: Donald Smith)‏ هو لاعب كريكت بريطاني.